# Barro (Charente)
Barro é uma comuna francesa na região administrativa da Nova Aquitânia, no departamento de Charente. Estende-se por uma área de 10,65 km². Em 2010 a comuna tinha 422 habitantes (densidade: 39,6 hab./km²).